# Kedungsuren
Kedungsuren is een bestuurslaag in het regentschap Kendal van de provincie Midden-Java, Indonesië. Kedungsuren telt 7534 inwoners (volkstelling 2010).